# Dennisiodiscus
Dennisiodiscus is een geslacht van schimmels uit de familie ploettnerulaceae. De typesoort is Dennisiodiscus prasinu.

## Soorten
Volgens Index Fungorum telt het geslacht zeven soorten (peildatum maart 2023):
| Soortnaam                                         | Auteur(s)         | Publicatiejaar |
| ------------------------------------------------- | ----------------- | -------------- |
| Dennisiodiscus cerberi                            | (Velen.) Svrček   | 1978           |
| Dennisiodiscus crossotus                          | (Ellis) Svrček    | 1976           |
| Dennisiodiscus hippocastani                       | (Richon) Matheis  | 1977           |
| Dennisiodiscus insularis                          | (Speg.) Gamundí   | 1987           |
| Dennisiodiscus prasinus (Zwartgroen franjekelkje) | (Quél.) Svrček    | 1976           |
| Dennisiodiscus sedi                               | (E. Müll.) Svrček | 1976           |
| Dennisiodiscus virescentulus                      | (Mouton) Svrček   | 1976           |